# 綦连安
綦连安（1939年3月16日—），山东省莱州市人，中华人民共和国政治人物。

## 生平
1961年，加入中国共产党，1965年，毕业于武汉水电学院水工专业及研究生。1967年至1984年，任丹江口枢纽局施工技术员、局党委办公室秘书、副主任，丹江口枢纽局铝厂党委书记，水利部工管培训中心副主任、党委书记，丹江口枢纽局副局长、代局长、局长，1986年至1987年在水利部淮委任副主任。后升任国务院三峡地区经济开发办公室副主任兼总工程师，国务院三峡建设委员会三峡移民开发局副局长。1994年1月，任水利部黄河水利委员会主任、党组书记，水利部小浪底建设管理局局长、党委。